# Bellardiella
Bellardiella é um gênero de gastrópodes de posicionamento incertae sedis dentro da superfamília Conoidea.